# Sòlid de xarxa covalent
Un sòlid de xarxa o sòlid de xarxa covalent és un compost químic (o element) en què els àtoms estan units per enllaços covalents en una xarxa contínua que s'estén per tot el material. En un sòlid de xarxa no hi ha molècules individuals, i tot el cristall pot ser considerat com una macromolècula. Les fórmules per a sòlids de xarxa, igual que les dels compostos iònics, són relacions simples dels àtoms components representats per una unitat de fórmula.
Els exemples de sòlids de xarxa inclouen: el diamant amb una xarxa contínua d'àtoms de carboni i diòxid de silici o quars amb una xarxa tridimensional contínua d'unitats de SiO₂ i el grafit i el grup de mica de minerals silicats estructuralment consisteixen en fulls de làmines bidimensionals contínues amb enllaços covalents dins de la capa, amb altres tipus d'unions que mantenen les capes juntes.

## Propietats
- Duresa: molt dura, a causa dels forts enllaços covalents al llarg de la xarxa (la deformació pot ser més fàcil, però, en direccions que no requereixen el trencament de qualsevol dels enllaços covalents, com en la flexió o lliscament de les fulles de grafit o mica).
- Punt de fusió: alta, ja que la fusió representa la ruptura dels enllaços covalents (en comptes de superar les forces intermoleculars febles).
- En fase sòlida la conductivitat elèctrica: variable,[2] en funció de la naturalesa de la unió: en sòlids de xarxa en què tots els electrons s'utilitzen per a enllaços sigma (per exemple, diamant, quars) són mals conductors, ja que no hi ha electrons deslocalitzats. No obstant això, els sòlids de xarxa amb enllaços phi deslocalitzats (per exemple, grafit) o dopants poden exhibir una conductivitat similar al metall.
- En fase líquida la conductivitat elèctrica: Baixa, com a macromolècula composta d'àtoms neutres, significa que la fusió no allibera nous portadors de càrrega (com ho faria amb un compost iònic).
- Solubilitat: generalment insoluble en qualsevol dissolvent a causa de la dificultat de dissoldre una molècula tan gran.

## Exemples
- Nitrur de bor (BN)
- Diamant (carboni)
- Grafit (carboni)
- Quars (SiO₂)
- Carbur de silici (SiC)